# Бень Анатолій Борисович
Анато́лій Бори́сович Бень (нар. 2 жовтня 1959, с. Скала) — український публіцист. Член Національної спілки журналістів України (1984), Національної спілки письменників України (2002). Заслужений журналіст України (2009).

## Біографія
Народився 2 жовтня 1959 р. в с. Скала Погребищенського району Вінницької області, українець; батько Борис Єремейович (1930) — пенсіонер; мати Параска Антонівна (1938) — пенсіонерка; дружина Тетяна Іванівна (1963) — державний службовець; сини Зорян (1987) та Тарас (1996).
Освіта: Вінницький державний педагогічний інститут, історичний факультет (1981), вчитель історії та суспільствознавства.

## Професійна діяльність
08.1981-04.1982 — кореспондент Оратівської районної газети.
08.1982-04.1983 — служба в армії, редакція газети ПрикВОкр. «Боевая слава».
12.1983-08.1984 — кореспондент Оратівської районної газети.
08.1984-08.1989 — кореспондент, старший кореспондент, завідувач відділу обласної молодіжної газети, м. Вінниця.
08.1989-11.1990 — кореспондент, завідувач відділу, газета «Молодь України», м. Київ.
З 11.1990 — спецкор з прав людини, оглядач парламентського відділу газети Верховної Ради України «Голос України».
З 1999 — київський оглядач газети українців Північної Америки «Міст».
З 2007 — помічник Голови Верховного Суду України, начальник управління забезпечення видавничої діяльності Верховного Суду України.
Висунутий кандидатом у народні депутати України на парламентських виборах у 1998 році, виборчий округ № 15, Вінницька область. З'явилося 83,4%, за 19,2%, 2 місце з 18 претендентів. На час виборів: оглядач газети Верховної Ради України «Голос України».
Висунутий кандидатом у народні депутати України на парламентських виборах у 2002 році, виборчий округ № 15, Вінницька область, самовисування. За 12,71%, 2 з 12 претендентів. На час виборів: оглядач парламентського відділу газети Верховної Ради України «Голос України», безпартійний. 

## Додаткова інформація
Член Міжнародної асоціації ветеранів спецпідрозділів боротьби з організованою злочинністю «Центр».
Лауреат Всеукраїнського конкурсу НСНУ «Щит», конкурсу ЗМІ «Рада», «Золотого пера» (колект.). Почесне звання «Професіонал вищої категорії» (ЦР профспілки «Журналіст України»).
Державний службовець 5-го ранґу (04.2007), 4-го ранґу (04.2009).
Розробляв теми голодомору 1933, сталінських репресій, війни в Афганістані. Автор і ведучий рубрики «ЗАКОНоДАВець» (тема боротьби з корупцією й «білокомірцевою» мафією).
Автор книг «Дзвони пам'яті» (1990), книжкової серії «Правди і суду!»: «Правди і суду!». Полковник Омельченко і його команда про: Л.Кравчука, Л.Кучму, П.Лазаренка, Д.Табачника, Г.Ворсінова, А.Хорішка, Ю.Карасика та інших (1998), «Корозія влади». Полковник Омельченко і його команда про: Л.Кравчука, Л.Кучму, П.Лазаренка, В.Пустовойтенка, Ю.Звягільського, О.Волкова та інших (За матеріалами депутатського об'єднання «Антимафія» та ЗМІ) (1999), «Володимир Следнєв: Кучма, мафія і я» (2002), «Спецоперація «Нульовий варіант». Полковник Омельченко і його команда: хто і як обеззброїв третю у світі ракетно-ядерну державу Україна (у співавторстві з П.Творуном) (2003), «Синдикат». Команда полковника Омельченка про те: хто нам Кучму привів, куди він нас завів, ким він від нас іде... (За матеріалами депутатського об'єднання «Антимафія» та ЗМІ) (2004), «Василь Онопенко: «Мені судилося». Виступи, листи, інтерв'ю, хроніка подій (2006-2010)» (упорядник, редактор) (2010), «Батько Бандерів» (2011), «Верховний Суд України - 90 років» (упорядник, редактор) (2012), «Треті за могутністю, перші за наївністю. Хто і як нас обеззброїв» (За матеріалами депутатського об'єднання «Антимафія» на чолі з Г.Омельченком та А.Єрмаком та публікаціями ЗМІ) (у співавторстві з П.Творуном) (2014), численних публікацій в періодичних виданнях.